# Gran Lago de Rouge
El Gran Lago de Rouge (en estonio Rõuge Suurjärv) está situado al sur de Estonia en el municipio de Rõuge en el condado de Võru, posee una superficie de 0,13 km². Sus coordenadas son 57°51′N 26°55′E / 57.850, 26.917.
Se trata del lago más profundo de Estonia con una profundidad media de 11,9 metros y máxima de 38 metros.
- Datos: Q47569
- Multimedia: Rõuge Suurjärv / Q47569